# Islam en África

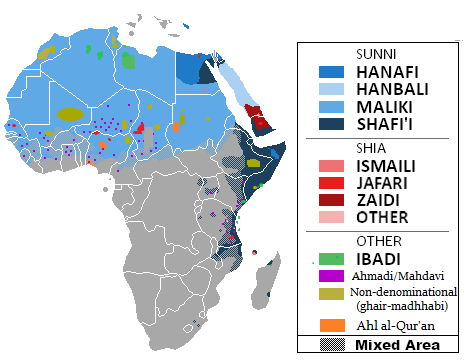
Distribución de las ramas sunitas, chiítas, coránicas, mahdavia/ahmadía, ibadíes y musulmanas no confesionales en África

El Islam en África es la segunda religión más profesada del continente después del cristianismo. África fue el primer continente al que se expandió el Islam desde el Asia Occidental a principios del siglo VII d. C. Casi un tercio de la población musulmana del mundo reside en África. Los musulmanes cruzaron las actuales Yibuti y Somalia para buscar refugio en las actuales Eritrea y Etiopía durante la Hégira al reino cristiano de Axum. Como la gran mayoría (90%) de los musulmanes en el mundo, la mayoría de los musulmanes en África también son sunitas; la complejidad del Islam en África se revela en las diversas escuelas de pensamiento, tradiciones y voces en muchos países africanos. Muchas etnias africanas, principalmente en el norte, oeste y este de África, consideran al Islam como su religión tradicional. La práctica del Islam en el continente no es estática y está en constante evolución por las condiciones sociales, económicas y políticas prevalecientes. En general, el Islam en África solió adaptarse a los contextos culturales africanos y los sistemas de creencias que forman las propias ortodoxias de África.
En 2002, se estimaba que los musulmanes constituían el 40% de la población africana, una fracción que ha disminuido ligeramente debido a las altas tasas de natalidad en el África subsahariana, predominantemente cristiana. El islam es la religión principal en las regiones de África del Norte, Cuerno de África, Sahel, la costa suajili y África Occidental, con poblaciones minoritarias de inmigrantes en Sudáfrica.

## Historia

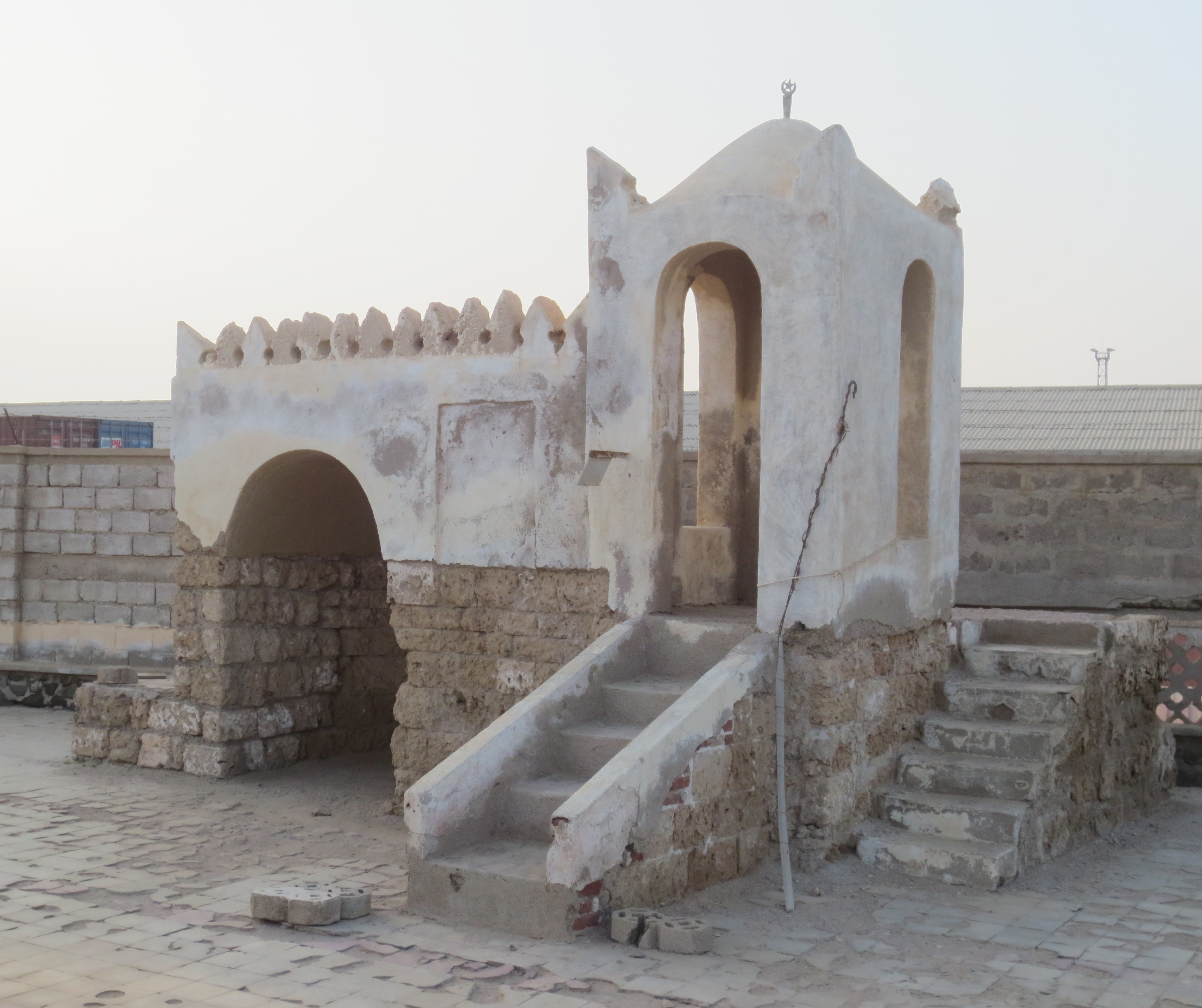
Mezquita de los Compañeros en Massawa, Eritrea

La presencia del Islam en África se remonta al siglo VII, cuando en Rayab 8 BH, o mayo de 614 d. C., Mahoma aconsejó a varios de sus primeros discípulos, que enfrentaban la persecución de los habitantes politeístas de La Meca, que buscaran refugio cruzando el Mar Rojo, en Axum. Así, veintitrés musulmanes emigraron a Abisinia donde fueron protegidos por su rey, Armah An-Najāshī, quien luego aceptó el Islam. Fueron seguidos por 101 musulmanes más tarde en el mismo año. La mayoría de esos musulmanes regresaron a Medina en 7 AH / 628 d. C., pero algunos se establecieron en la vecina Zeila (actual Somalia), que en ese momento era parte de Bilād al-Barbar (en árabe: بِـلَاد الْـبَـرْبَـر‎, "Tierra de los bereberes"). Una vez en Zeila, construyeron la Mezquita de las Dos Quiblas en 627 CE. Esta mezquita tiene dos alquiblas porque fue construida antes de que el Profeta cambiara la dirección de la quibla de Jerusalén a La Meca. Según los informes, también construyeron la mezquita más antigua de África, que es la Mezquita de los Compañeros en la ciudad eritrea de Massawa. La alquibla de esta mezquita en Massawa también apunta hacia Jerusalén, aunque ahora desaparecida, todavía se realizan oraciones ocasionales en esta mezquita con corrección de la alquibla hacia La Meca.

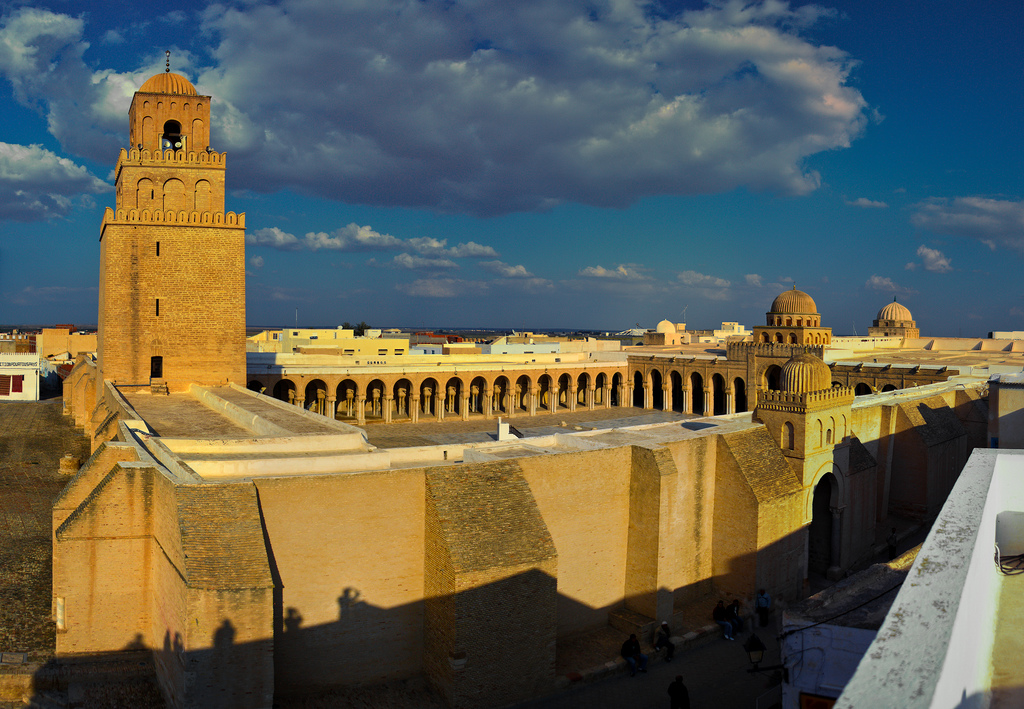
La Gran Mezquita de Cairuán (también conocida como la Mezquita de Uqba), fundada en 670 por el general árabe y conquistador Uqba Ibn Nafi, es la mezquita más antigua del noroeste de África, ubicada en la ciudad de Cairuán, en Túnez

En 20 H / 641 d. C., durante el reinado del califa Umar ibn al-Jattab, las tropas musulmanas se apoderaron del actual Egipto y conquistaron al año siguiente la actual Libia. Luego, los musulmanes se expandieron a la actual Túnez en 27 H / 647 d. C., durante el reinado del tercer califa musulmán Uthmán Ibn Affán. La conquista del norte de África continuó bajo la dinastía omeya, que anexó partes de Argelia alrededor del 61 H/680 d. C. y Marruecos al año siguiente. Desde ahí las tropas musulmanas cruzaron el estrecho de Gibraltar hacia Europa en 92 H/711 C.E. El Islam cobró impulso durante el siglo X en África occidental con el comienzo del movimiento almorávide en el río Senegal y cuando los gobernantes y reyes abrazaron el Islam. Luego, se extendió lentamente en gran parte del continente a través del comercio y la predicación. Durante este período, estos musulmanes del norte y oeste de África llegaron a ser conocidos por los europeos como moros. En el siglo IX, varios sultanatos musulmanes comenzaron a establecerse en el Cuerno de África, y en el siglo XII, el sultanato de Kilwa se había extendido hasta el sur de Mozambique. El Islam solo se adentró más en Malaui y el Congo en la segunda mitad del siglo XIX  bajo el sultanato de Zanzíbar. Luego, los británicos llevaron su mano de obra desde la India, incluidos algunos ciudadanos musulmanes indios, a sus colonias en África a fines del siglo XIX y principios del XX.

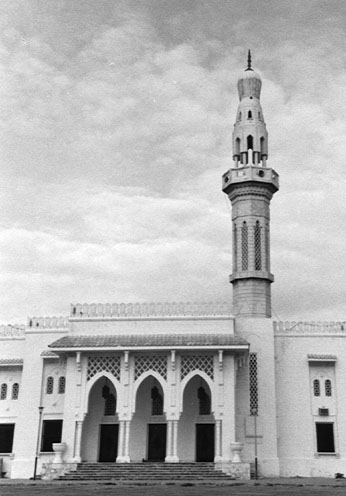
La Mezquita de la Solidaridad Islámica en Mogadiscio, Somalia es la mezquita más grande del Cuerno de África

El Islam se introdujo en la costa norte de Somalia desde la península arábiga, poco después de la hégira. La Mezquita al-Qiblatayn de dos mihrab de Zeila data del siglo VII y es la mezquita más antigua de la ciudad. A fines del siglo IX, Al-Ya'qubi escribió que los musulmanes vivían a lo largo de la costa norte de Somalia. También mencionó que el reino de Adal tenía su capital en la ciudad, lo que sugiere que el Sultanato de Adel, con sede en Zeila, se remonta al menos al siglo IX o X. Según I.M. Lewis, la política estaba gobernada por dinastías locales, que también gobernaban el Sultanato de Mogadiscio, establecido de manera similar, en la región costera de Benadir al sur. La historia de Adel desde este período de fundación en adelante se caracterizaría por una sucesión de batallas con su vecina Abisinia.
En los siglos siguientes, la consolidación de las redes comerciales musulmanas, conectadas por linaje, comercio y hermandades sufíes, alcanzó su punto máximo en África Occidental, lo que permitió a los musulmanes ejercer una enorme influencia política y poder. Durante el reinado de Umar II, se dice que el entonces gobernador de África, Ismail ibn Abdullah, logró que los bereberes se convirtieran al Islam con su administración justa. Otros misioneros notables tempranos incluyen a Abdalá Ben Yasin, quien inició un movimiento que hizo que miles de bereberes se convirtieran al Islam.

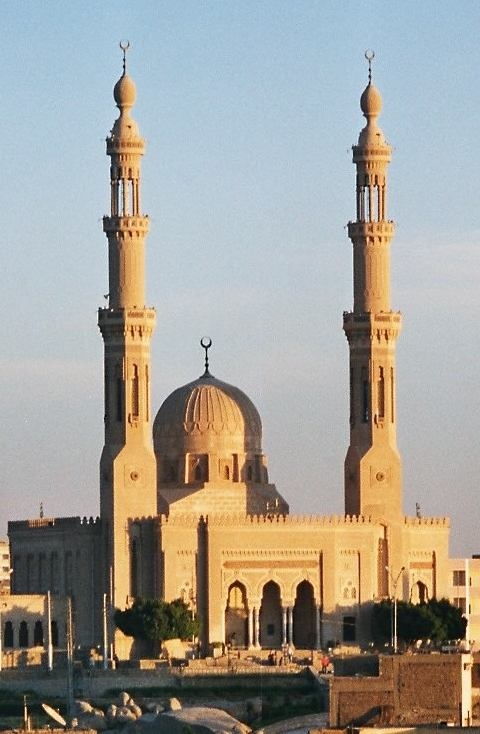
Mezquita El-Tabia en Asuán, Egipto

La historia del Islam en África y los relatos de cómo se extendió la religión, especialmente en el norte y el Cuerno de África, siempre han sido polémicos. El jefe de Awqaf Africa London, Sheikh Dr. Abu-Abdullah Adelabu, ha escrito en su obra Movements of Islam in face of the Empires and Kingdoms in Yorubaland afirmaciones sobre la llegada temprana del Islam al suroeste de Nigeria, apoyando el argumento del antropólogo árabe Abduhu Badawi de que los primeros misioneros musulmanes se habían beneficiado de sus obras con la caída de Kush en el norte de Sudán y la prosperidad del período abasí políticamente multicultural en el continente que, según él, había creado varias corrientes de migración, moviéndose hacia el oeste a mediados del siglo IX hacia el África subsahariana. Adelabu señaló que la popularidad y las influencias de la dinastía abasí (750-1258), la segunda gran dinastía cuyos gobernantes ostentaban el título de califa, fomentaron la migración pacífica y próspera de musulmanes del valle del Nilo a Níger, así como de los comerciantes árabes del desierto a Benue. La afirmación de Adelabu parece estar en línea con la visión histórica convencional de que la conquista del norte de África por parte del califato omeya entre 647 y 709 d. C. efectivamente acabó con el cristianismo en África durante varios siglos. Algunos argumentan que la adopción del Islam estuvo motivada por el deseo de mejorar el comercio, ya que el Islam proporcionaba un código de conducta moral para regular las actividades comerciales, especialmente respecto al crédito y la seguridad.

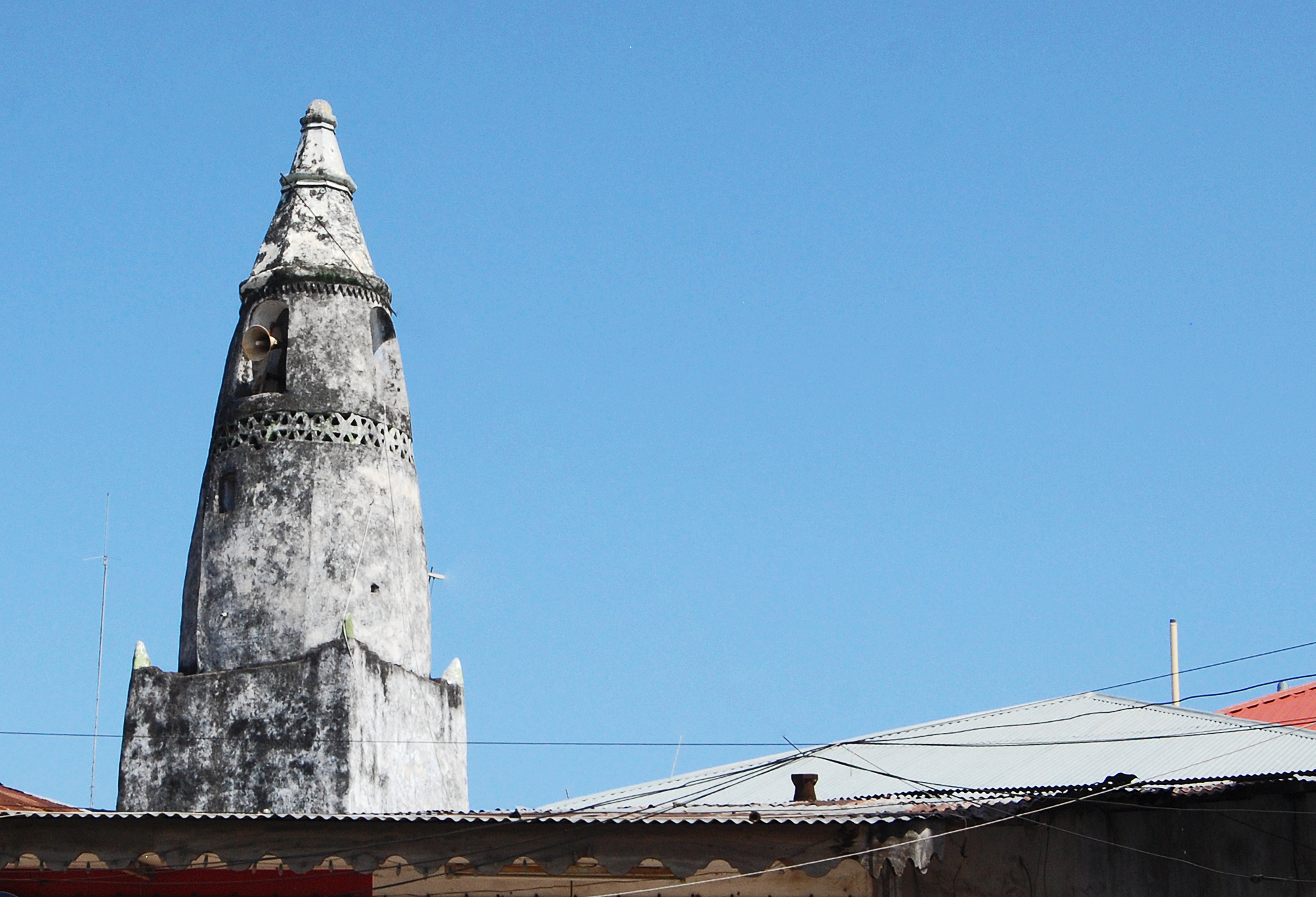
Minarete de la mezquita Malindi en Stone Town, Zanzíbar

En la costa suajili, el Islam se abrió camino hacia el interior de manera similar, extendiéndose a expensas de las religiones tradicionales africanas. Esta expansión del Islam en África no sólo condujo a la formación de nuevas comunidades en el continente, sino que también fue reconfigurando las comunidades e imperios africanos existentes para basarlos en modelos islámicos. De hecho, a mediados del siglo XI, el imperio Kanem, cuya influencia se extendía hasta Sudán, se convirtió al Islam. Al mismo tiempo, pero más hacia África occidental, el gobernante del imperio Bornu abrazó el Islam. Cuando estos reinos adoptaron el Islam, sus súbditos siguieron su ejemplo. Al elogiar el celo de los africanos por el Islam, el explorador del siglo XIV Ibn Battuta afirmaba que las mezquitas estaban tan llenas los días viernes que era imposible encontrar un lugar para sentarse, a menos que uno fuera muy temprano.
En el siglo XVI, el imperio Uadai y el reino de Kano abrazaron el Islam, y más tarde, hacia el siglo XVIII, el califato de Sokoto, asentado en Nigeria y dirigido por Usman dan Fodio, hizo considerables esfuerzos para difundir el Islam.

## Características

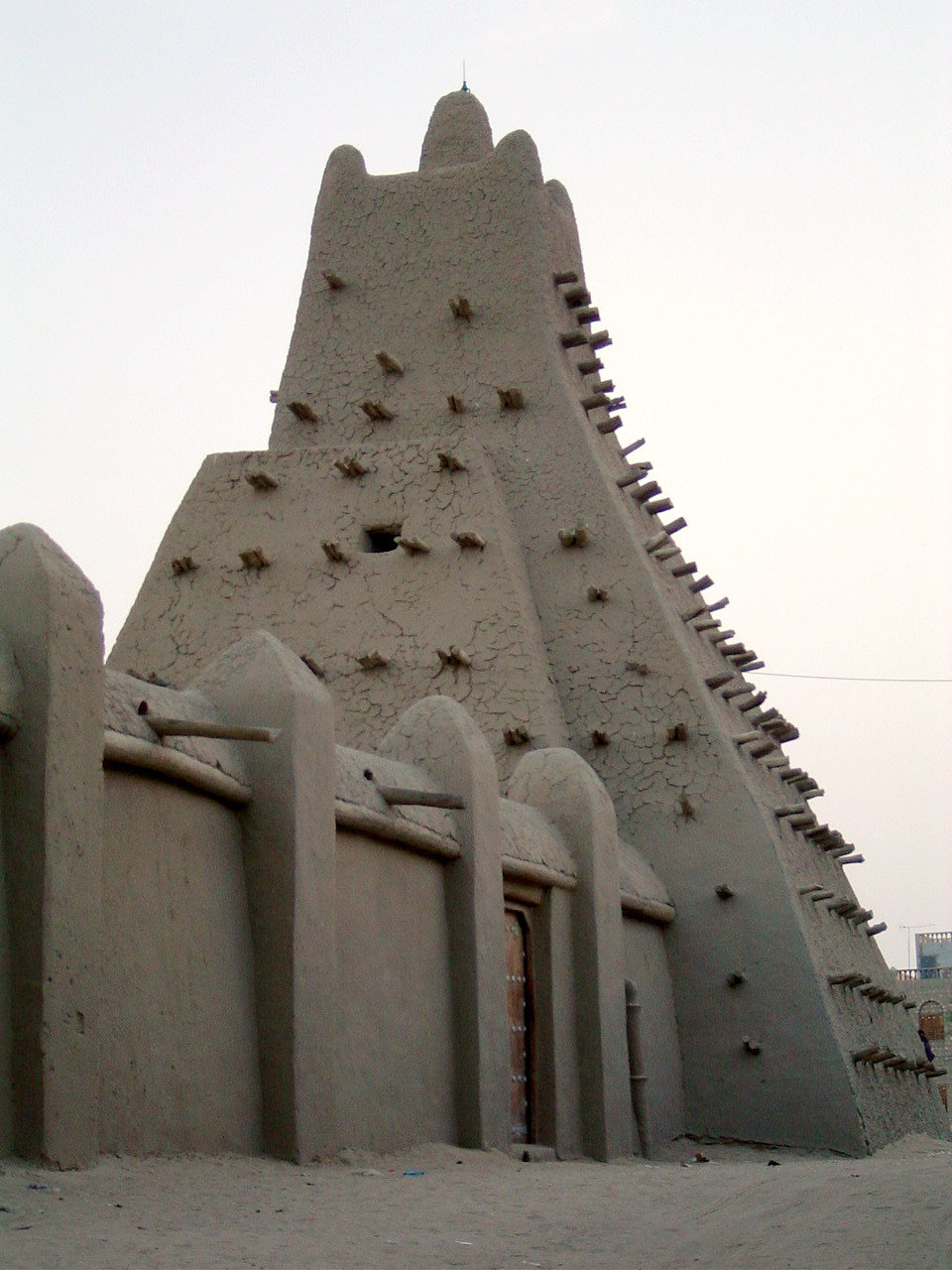
Madrasa de Sankore en Tombuctú, Malí, una de las primeras universidades del mundo. Las tres mezquitas de Sankore, la mezquita de Djingareyber y Sidi Yahya componen la famosa Universidad de Tombuctú.

Aunque la mayoría de los musulmanes en África son musulmanes no confesionales, suníes o sufíes, la complejidad del Islam en África se revela en las diversas escuelas de pensamiento, tradiciones y voces que luchan constantemente por el dominio en muchos países africanos. El Islam en África no es estático y está siendo remodelado constantemente por las condiciones sociales, económicas y políticas prevalecientes.
El Islam en África suele adaptarse a los contextos culturales y sistemas de creencias locales, formando así las propias ortodoxias del continente. En general, diferentes sociedades africanas se han apropiado del Islam de maneras más inclusivas o más radicales, como ocurrió con el movimiento almorávide en el Magreb y el Sahara.
Además, el Islam en África tiene dimensiones tanto locales como globales. A nivel local, los expertos afirman que los musulmanes operan con considerable autonomía y no cuentan con una organización internacional que regule sus prácticas religiosas. Este hecho explica las diferencias y variedades de las prácticas islámicas a lo ancho del continente africano. A nivel mundial, los musulmanes en África también forman parte de la Umma, y siguen con gran interés los problemas globales y los acontecimientos actuales que afectan al mundo musulmán. Con la globalización y las nuevas iniciativas en tecnología de la información, los musulmanes en África han desarrollado y mantenido conexiones estrechas con el mundo musulmán en general.

## Sharía

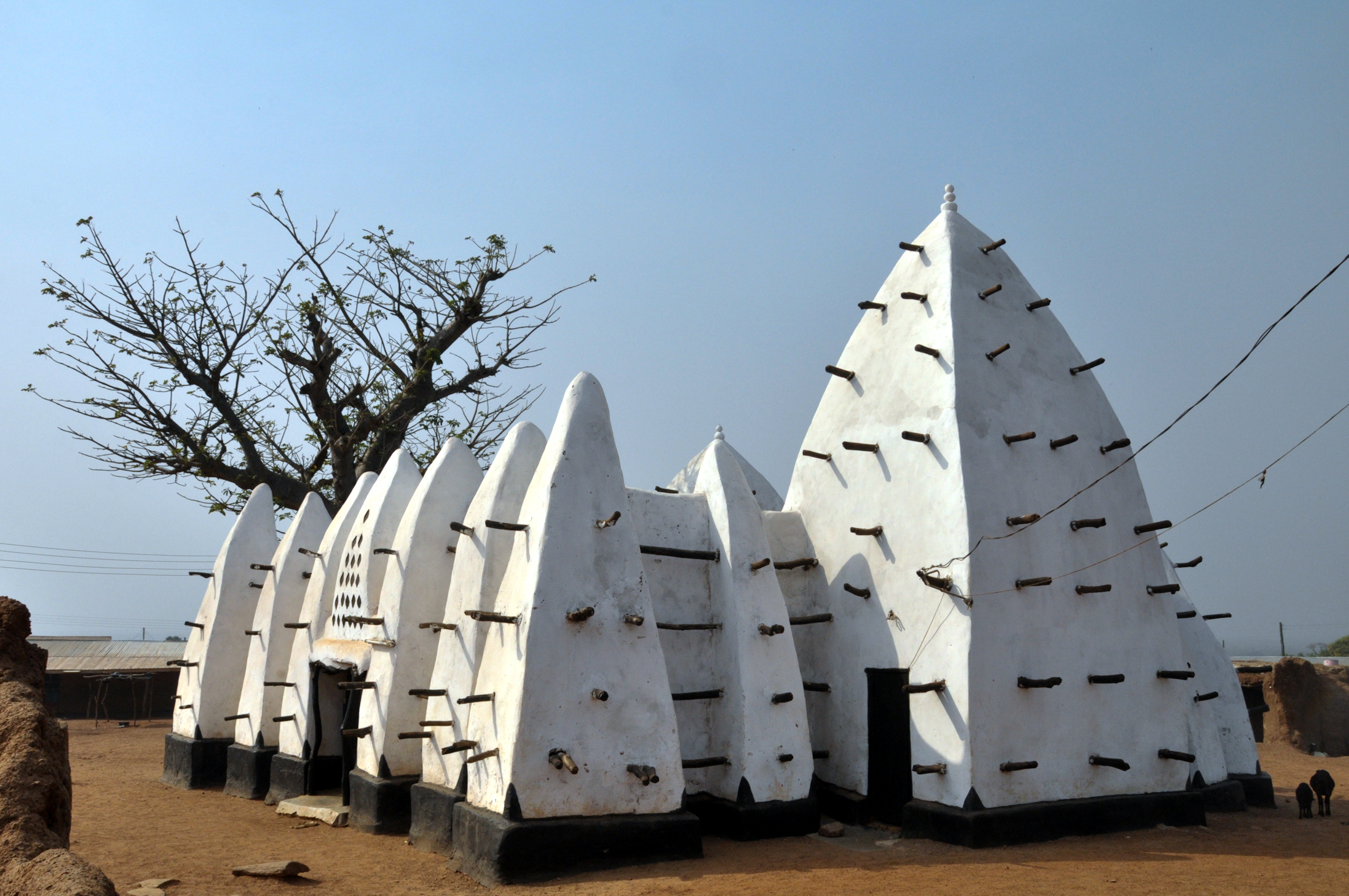
La mezquita de Larabanga de Ghana del, una de las más antiguas que se conservan en África Occidental

La Sharīa influye ampliamente en el código legal de la mayoría de los países islámicos, pero el alcance de su impacto varía ampliamente. En África, la mayoría de los estados limitan el uso de la Sharía a la "ley de estatus personal" para cuestiones como el matrimonio, el divorcio, la herencia y la custodia de los hijos. Con la excepción del norte de Nigeria en África occidental, el secularismo no parece enfrentar ninguna amenaza seria en África, a pesar de que el nuevo resurgimiento islámico está teniendo un gran impacto en segmentos de la población musulmana. La cohabitación o coexistencia entre musulmanes y no musulmanes sigue siendo mayoritariamente pacífica.
En Nigeria vive la mayor comunidad musulmana de África. En 1999, los estados del norte de Nigeria adoptaron el código penal de la Sharía, pero los castigos han sido raros. De hecho, decenas de mujeres condenadas por adulterio y condenadas a muerte por lapidación han sido posteriormente liberadas. Egipto, uno de los estados musulmanes más grandes de África, afirma que la Sharia es la principal fuente de su legislación, pero sus códigos penales y civiles se basan en gran medida en la legislación francesa. Aunque investigaciones recientes han descubierto que, al establecer los códigos civil y penal francés, Napoleón en realidad los basó en gran medida en las sentencias malikíes a las que estuvo expuesto mientras estuvo en Egipto.

## Sectas

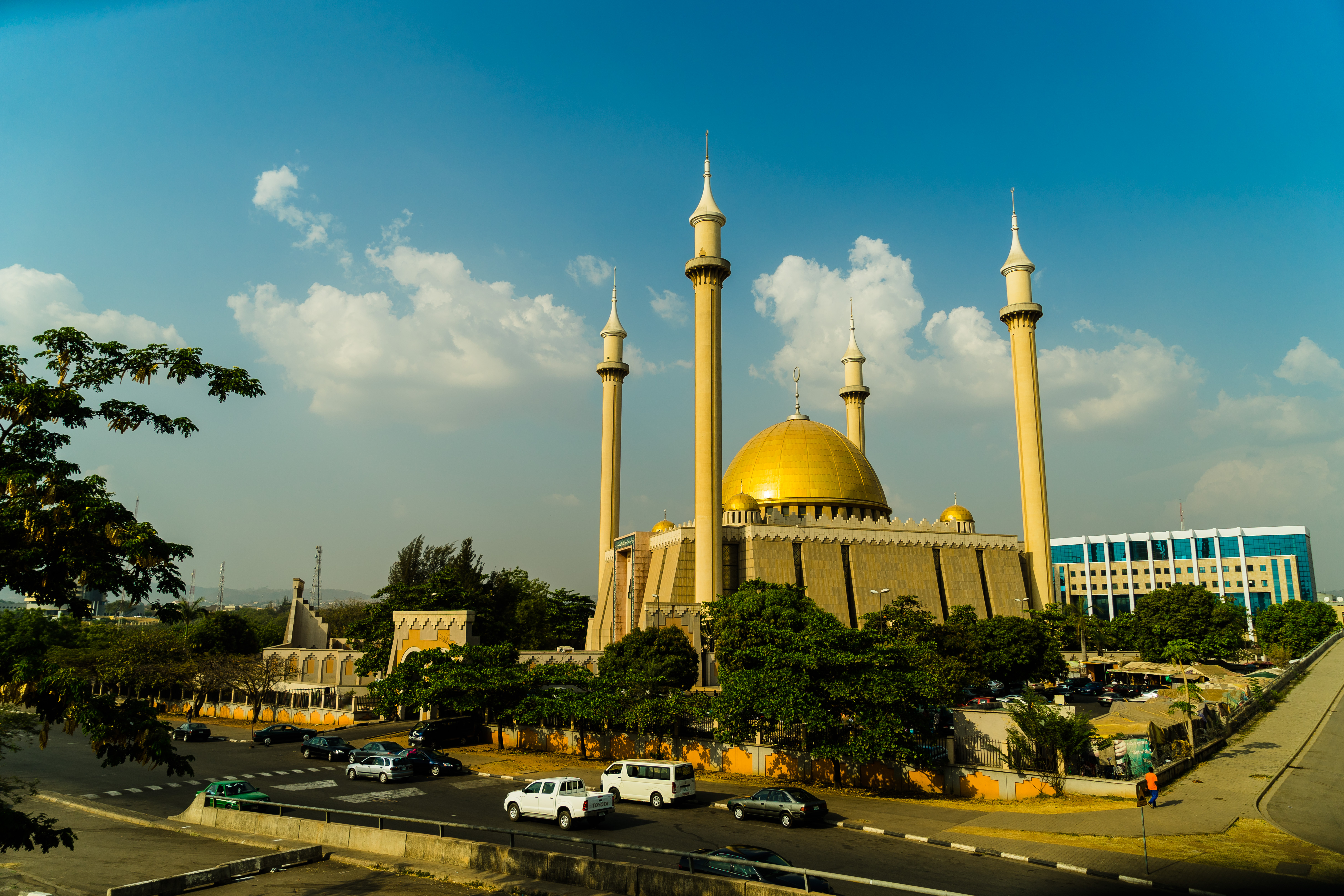
La Mezquita Nacional de Abuya en Nigeria

Los musulmanes en África se adhieren en su mayoría al Islam sunita, con un número considerable de seguidores ibadíes. Además, el sufismo tiene una presencia muy grande. La madhab malikí es la escuela de jurisprudencia dominante entre la mayoría de las comunidades suníes del continente, mientras que la madh'hab shafi'i prevalece en el Cuerno de África, el este de Egipto y la costa suajili. El fiqh hanafí también tiene seguidores en el oeste de Egipto.

### Coranistas
Coranismo es un concepto general que denota una corriente que respalda una forma de Islam orientada al Corán y que a menudo evita los hadices. Hay muchas formas de coranismo y es posible que no todas coincidan en sus principios prácticos.

### Musulmanes no confesionales
Según una encuesta de Pew, hay trece países en África en los que al menos el veinte por ciento de la población musulmana profesa una forma aconfesional del Islam, es decir, son musulmanes aconfesionales. Estos países, así como los porcentajes de poblaciones musulmanas que se incluyen en este grupo, incluyen Malí (55%), Nigeria (42%), Camerún (40%), Túnez (40%), Guinea Bisáu (36%), Uganda (33%), Marruecos (30%), Senegal (27%), Chad (23%), Etiopía (23%), Liberia (22%), Níger (20%) y Tanzania (20%).

### Sufismo

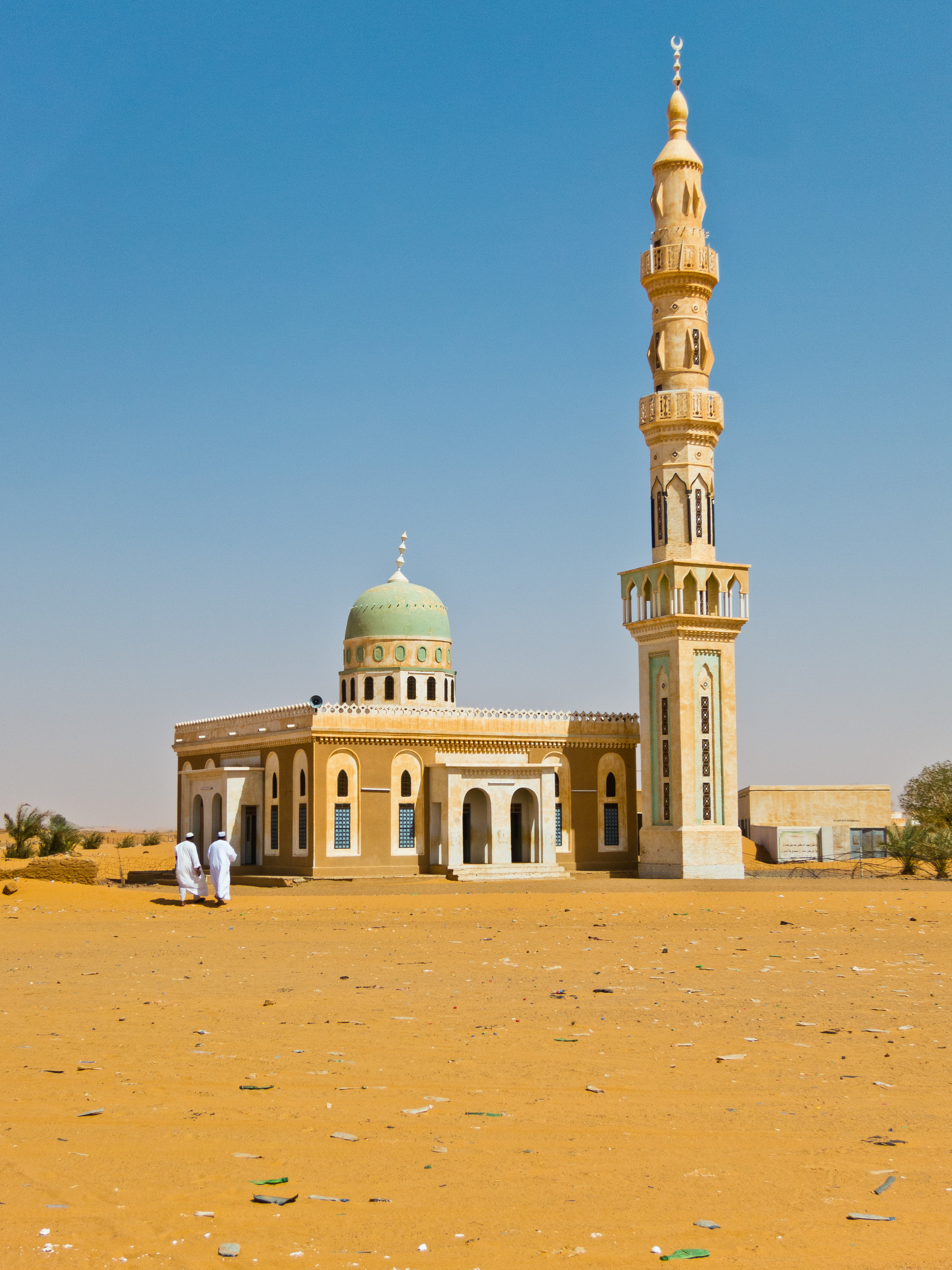
Mezquita Jartum-Karima en Sudán, Valle del Nilo

El sufismo, que se centra en los elementos místicos del Islam, tiene muchas órdenes y seguidores en África occidental y Sudán y, al igual que otras órdenes, se esfuerza por conocer a Dios a través de la meditación y la emoción. Los sufíes pueden ser musulmanes sin denominación, suníes o chiitas, y sus ceremonias pueden incluir cánticos, música, danza y meditación.
Muchos sufíes en África son sincréticos y practican el sufismo con creencias folclóricas tradicionales. Los salafistas critican a los folcloristas sufíes, que, según ellos, han incorporado creencias "no islámicas" en sus prácticas, como la celebración de diversos eventos, la visita a santuarios de los "santos islámicos" y la danza durante la oración (los derviches giradores). África occidental y Sudán tienen varias órdenes sufíes consideradas con escepticismo por las ramas doctrinalmente más estrictas del Islam en Medio Oriente. La mayoría de las órdenes en África occidental enfatizan el papel de un guía espiritual, morabito o poseedor de poderes sobrenaturales, lo que se considera una africanización del Islam. En Senegal y Gambia, los sufíes del muridismo afirman tener varios millones de seguidores y han recibido críticas por su veneración al fundador del muridismo, Amadou Bamba. Los tijani son la orden sufí más popular en África occidental, con muchos seguidores en Mauritania, Malí, Níger, Senegal y Gambia.

### Salafismo
Recientemente, el salafismo ha comenzado a extenderse en África, como resultado de muchas organizaciones no gubernamentales musulmanas, como la Liga Musulmana Mundial, la Asamblea Mundial de la Juventud Musulmana y la Federación de Mab y Escuelas Islámicas, financiadas principalmente por los gobiernos salafistas de África. los estados árabes del Golfo de Arabia. Estas organizaciones salafistas, con sede principalmente en Arabia Saudita, promueven una forma de reformismo conservador y consideran el sufismo como "heterodoxo" y contrario a su interpretación tradicional del Islam. Estas ONG han construido mezquitas y centros islámicos dominados por los salafistas en África, y muchas de ellas están integradas por musulmanes africanos puritanos, a menudo formados en Medio Oriente. También se ofrecen becas académicas para estudiar en universidades islámicas de Medio Oriente con el fin de promover el salafismo.
Por otro lado, los eruditos africanistas atribuyen la popularidad de los ideales salafistas a factores culturales locales y a los esfuerzos sociales de destacados eruditos, reformistas, organizaciones e intelectuales africanos salafistas y sus vínculos religiosos con varios eruditos islámicos en todo el mundo musulmán.

## Reinos y sultanatos notables
- Reino de Harla (500 - 1500)
- Sultanato de Wadai (1501-1911)
- Imperio Kanem (700 - 1376)
- Dinastía idrisida (789 - 974)
- Sultanato de Mogadiscio (c. 900 - siglo XVI)
- Dinastía Maghrawa (987 - 1070)
- Reino de Kano (1000 - 1805)
- Dinastía almorávide (1073 – 1147)
- Sultanato de Kilwa (siglo XII - 1505)
- Dinastía almohade (1147 – 1269)
- Imperio de Malí (décadas de 1230 a 1600)
- Dinastía meriní (1258 – 1420)
- Sultanato de Ajuran (siglo XIII - siglo XVII)
- Sultanato de Ifat (1285 - 1415)
- Imperio Songhai (1340 - 1591)
- Imperio Bornu (1369 - 1893)
- Sultanato de Adal (1415 - 1555)
- Sultanato de Isaaq (siglo XVII - 1884)
- Dinastía Wattasid (1420 – 1554)
- Sultanato de Sennar (1502 - 1821)
- Dinastía Saadí (1554 – 1659)
- Reino Dendi (1591 - 1901)
- Sultanato de Darfur (1603 - 1874)
- Dinastía alauí (1666 - actualidad)
- Imperio Kong (1710 - 1894)
- Sultanato de Majeerteen (mediados del siglo XVIII - principios del siglo XX)
- Imanato de Futa Yallon (1727 - 1896)
- Imanato de Futa Toro (1776 - 1861)
- Califato de Sokoto (1804 - 1903)
- Reino de Gomma (principios del siglo XIX - 1886)
- Reino de Jima (1830 – 1932)
- Reino de Gumma (1840 – 1902)
- Imperio de Wassoulou (1878 - 1898)
- Sultanato de Hobyo (décadas de 1880 a 1920)
- Estado derviche (1896 - 1920)
- Emirato de Harrar (967-1887)
- Dinastía Makhzumi (896-1286)

## Población musulmana en África por país
Según el Pew Research Center, tres de los diez países con mayor población musulmana en 2015 estaban en África: Nigeria (donde se estima que había 90,02 millones de musulmanes, lo que representa el 50% de la población total), Egipto (83,87 millones; 95,1 %) y Argelia (37,21 millones; 97,9%).
|                                 | Población musulmana | Población total | % musulmán |
| ------------------------------- | ------------------- | --------------- | ---------- |
| Argelia                         | 34 730 000          | 35 470 000      | 97.9       |
| Angola                          | 40 000              | 19 080 000      | <1.0       |
| Benín                           | 2 110 000           | 8 850 000       | 23.8       |
| Botsuana                        | <10 000             | 2 010 000       | <1.0       |
| Burkina Faso                    | 10 150 000          | 16 470 000      | 61.6       |
| Burundi                         | 230 000             | 8 380 000       | 2.8        |
| Camerún                         | 3 590 000           | 19 600 000      | 18.3       |
| Cabo Verde                      | <10 000             | 500 000         | <1.0       |
| República Centroafricana        | 370 000             | 4 400 000       | 8.5        |
| Chad                            | 6 210 000           | 11 230 000      | 55.3       |
| Comoras                         | 720 000             | 730 000         | 98.3       |
| Congo                           | 50 000              | 4 040 000       | 1.2        |
| República Democrática del Congo | 970 000             | 65 970 000      | 1.5        |
| Yibuti                          | 860 000             | 890 000         | 96.9       |
| Egipto                          | 76 990 000          | 81 120 000      | 94.9       |
| Guinea Ecuatorial               | 30 000              | 700 000         | 4.0        |
| Eritrea                         | 1 920 000           | 5 250 000       | 36.6       |
| Etiopía                         | 28 680 000          | 82 950 000      | 34.6       |
| Gabón                           | 170 000             | 1 510 000       | 11.2       |
| Gambia                          | 1 640 000           | 1 730 000       | 95.1       |
| Ghana                           | 3 860 000           | 24 390 000      | 15.8       |
| Guinea                          | 8,430,000           | 9,980,000       | 84.4       |
| Guinea-Bisáu                    | 680 000             | 1 520 000       | 45.1       |
| Costa de Marfil                 | 7 390 000           | 19 740 000      | 42.5       |
| Kenia                           | 3 920 000           | 40 510 000      | 9.7        |
| Marruecos                       | 32 460 000          | 32 460 000      | 99.0       |
| Lesoto                          | <10 000             | 2 170 000       | <1.0       |
| Liberia                         | 480 000             | 3 990 000       | 12.0       |
| Libia                           | 6 140 000           | 6 360 000       | 96.6       |
| Madagascar                      | 620 000             | 20 710 000      | 3.0        |
| Malaui                          | 1 930 000           | 14 900 000      | 13.0       |
| Mali                            | 14 510 000          | 15 370 000      | 94.4       |
| Mauritania                      | 3 430 000           | 3 460 000       | 99.0       |
| Mauricio                        | 220 000             | 1 300 000       | 17.3       |
| Mayotte (Francia)               | 200 000             | 200 000         | 98.6       |
| Mozambique                      | 4 200 000           | 23 390 000      | 18.0       |
| Namibia                         | <10 000             | 2 280 000       | <1.0       |
| Níger                           | 15 270 000          | 15 510 000      | 98.4       |
| Nigeria                         | 80 300 000          | 158 420 000     | 50.8       |
| Reunión (Francia)               | 40 000              | 850 000         | 4.2        |
| Ruanda                          | 190 000             | 10 620 000      | 1.8        |
| Santa Elena                     | <10 000             | <10 000         | <1.0       |
| Santo Tomé y Príncipe           | <10 000             | 170 000         | <1.0       |
| Senegal                         | 11 980 000          | 12 430 000      | 96.4       |
| Seychelles                      | <10 000             | 90 000          | 1.1        |
| Sierra Leona                    | 4 580 000           | 5 870 000       | 78.0       |
| Somalia                         | 9 310 000           | 9 330 000       | 98.0       |
| Sudáfrica                       | 860 000             | 50 130 000      | 1.7        |
| Sudán del Sur                   | 2 316 000           | 11 580 000      | 20         |
| Sudán                           | 45 480 000          | 46 880 000      | 97         |
| Esuatini                        | <10 000             | 1 190 000       | <1.0       |
| Tanzania                        | 15 770 000          | 44 840 000      | 35.2       |
| Togo                            | 840 000             | 6 030 000       | 14.0       |
| Túnez                           | 10 430 000          | 10 480 000      | 99.0       |
| Uganda                          | 3 840 000           | 33 420 000      | 11.5       |
| Zambia                          | 70 000              | 13 090 000      | <1.0       |
| Zimbabue                        | 110 000             | 12 570 000      | <1.0       |